# مسیر ایالتی واشینگتنی ۹۲
مسیر ایالتی واشینگتنی ۹۲ (انگلیسی: Washington State Route 92) مسیری به طول ۸.۲۵ مایل (۱۳۰۲۸ ک.م) در ایالت واشینگتن.